# 't Mariacransken
't Mariacranske(n) est une chambre de rhétorique, constituée à Bruxelles en 1507.  Le théâtre De Wijngaard à Ganshoren se considère comme l'héritier de cette chambre.

## Historique

### 1507-1585: fondation de la chambre de rhétorique - époque de la Réforme protestante

#### Jan Smeken, Jan van den Dale, Jan Pertcheval
Le 15 septembre 1507, les chambres de rhétorique De Lelie (Le Lys) et De Violette (La Pensée) fusionnent pour former une nouvelle société littéraire : ‘t Mariacransken (La Guirlande de Marie).  Jan Smeken, le poète urbain de Bruxelles, devient son premier facteur.
Comme De Lelie (Le Lys), la chambre entretient des liens étroits avec la confrérie de Notre-Dame des Sept Douleurs.  Elle prône la réconciliation et la collaboration sous la devise Minnelijk akkoord.  Comme deux autres chambres de rhétorique, Den Boeck (Le Livre) et De Corenbloem (Le Bleuet), elle influence profondément la vie socioculturelle de la ville.  Ainsi, les chambres participent à des cortèges et à des processions, y compris l'Ommegang annuelle, mais elles participent surtout à des concours littéraires avec des pièces de théâtre ou des poésies de leur propre cru.  Ces manifestations donnent souvent lieu à de grandes festivités.
En 1511, aussi l'année où a lieu un spectacle de bonhommes de neige et de sculptures sur glace, évoqué par Jan Smeken dans un poème de circonstance, la chambre est placée sous la haute protection de Maximilien d'Autriche et de son petit-fils, le futur empereur Charles Quint en raison de sa dévotion aux Sept Douleurs.  La chapelle de cette chambre à l'église Saint-Géry, auparavant occupée par la chambre De Lelie, est élevée au rang de « chambre princière », pouvant désormais s'orner des armoiries et des insignes des princes.  Les rhétoriciens du Mariacranske deviennent alors des serviteurs des princes et ont le même statut que les officiers nommés par les membres de la maison de Habsbourg.
Lorsque meurt Jan Smeken, le 15 avril 1517, Jan van den Dale lui succède en tant que facteur de la chambre et poète urbain.  Quant à l'importance des activités développées, après la mort de Van den Dale en 1522 et celle de Jan Pertcheval l'année suivante, 't Mariacranske sera dépassée par les autres sociétés littéraires bruxelloises, Den Boeck et De Corenbloem.

#### L'influence de la Réforme protestante

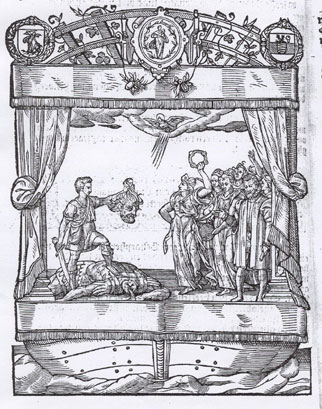
Tableau vivant sur le canal de Willebroeck, monté par 't Mariacranske, à l'occasion de l'entrée solennelle de Guillaume d'Orange à Bruxelles en 1577 ; gravure sur bois de la description sommaire de ce spectacle par Jean Baptiste Houwaert, publiée en 1579.

En 1521, la chambre participe au landjuweel de Diest, où elle remporte la victoire.  Elle est l'organisatrice du landjuweel de 1532 et participe également au landjuweel de Malines en 1535.  Aussi l’Ommegang de 1549 mérite d'être mentionnée en raison de la présence de Charles Quint et de Guillaume d'Orange.
À cette époque, l'engagement religieux des chambres sera de plus en plus marqué par des traits réformateurs.  Pour ce qui est des activités du Mariacranske, la preuve en est qu'en automne 1599, elles deviennent l'objet d'une enquête judiciaire. Le 29 septembre 1559, le jour de saint Michel, le Mariacransken joue devant le magistrat de Bruxelles un « tafelspel » intitulé Spel van twee sotten, dans lequel, selon plusieurs prêtres, on tourne en ridicule la sainte hostie.  L'enquête mène à Franchoys van Ballaer, facteur de la Corenbloem et, en tant que poète urbain, également facteur du Mariacranske.  Il renvoie les enquêteurs aux acteurs : un cordonnier et un tapissier.  Le cordonnier déclare avoir troqué avec un inconnu, dans une auberge à Bruxelles, quelques refrains contre le texte de la pièce.  Il affirme encore avoir transmis ce texte au facteur Van Ballaer avant de le faire copier par un enfant de chœur de l'église Sainte-Gudule.  Il y ajoute qu'un autre rhétoricien bruxellois, le vieux Pauwels Thielmans, a joué la même pièce plusieurs années auparavant et que celui-ci la connaît encore par cœur.  Lorsque les enquêteurs interrogent Thielmans, alors âgé de 62 ans, celui-ci confirme avoir joué la pièce quarante ans auparavant.  À la consternation des enquêteurs, il est encore capable de réciter le rôle entier du fou imaginaire du début jusqu’à la fin.  Thielmans prétend que le défunt prêtre de la paroisse de Sainte-Gudule a assisté plusieurs fois à la représentation de la pièce et qu'il pouvait en rire, ce qui est apparemment déterminant pour les enquêteurs, qui procèdent au classement sans suite de l'affaire, comme ils l'ont d'ailleurs fait dans le cas des plaintes semblables portées contre De Corenbloem et Den Boeck.
La censure en vigueur depuis 1540 est donc renforcée sous Philippe II d'Espagne.  Il devient alors de plus en plus difficile pour les rhétoriciens d'écrire sur des thèmes religieux et politiques.  L'innocence du sujet abordé par le landjuweel d'Anvers en 1561 en témoigne : la question soumise aux chambres participantes est celle de savoir ce qui éveille l'homme le plus aux arts ; un thème qui ne peut en rien mécontenter la gouvernante Marguerite de Parme.  Pourtant, grâce aux subsides magnanimes de l'administration bruxelloise, 't Mariacranske peut se distinguer à ce concours, recevant même l'éloge de Richard Clough, l'ambassadeur de l'Angleterre.
Toujours en 1561, la chambre participe aux festivités organisées à l'occasion de l'ouverture du canal de Willebroeck, au concours organisé par De Corenbloem à Bruxelles en 1562 et au concours de refrains annoncé en 1574 par les marguillers de l'église Saint-Jacques d'Anvers.
En 1577, les trois chambres de rhétorique accueillent le prince d'Orange à Bruxelles.  Sur le canal de Willebroeck, les trois chambres ont monté des tableaux vivants flottants ; celui du Mariacranske représente la victoire de David sur Goliath.  Lorsque le prince est introduit à l'hôtel de ville de Bruxelles, les membres du Mariacranske jouent pour lui sous la direction de l'écrivain renaissanciste Jean Baptiste Houwaert, un noble bruxellois qui a préparé les festivités pour l'entrée solennelle.  Le jeu se termine par la remise officielle d'une bible au prince.

### 1585-1648: Contre-Réforme et derniers moments de gloire
Bruxelles n'a été qu'éphémèrement calviniste ; après sa reconquête par les troupes espagnoles de Farnèse, les chambres de rhétorique observent une certaine réserve en privilégiant les poésies et le théâtre non engagés, tandis que de nouvelles sociétés voient le jour, comme De Wijngaard (La Vigne) en 1657.
Après la restauration du pouvoir espagnol en 1585 et lors de la Contre-Réforme, ce sera surtout pendant la trêve de Douze Ans que l'on organise des concours d'une certaine envergure.  Ainsi, en 1620, la chambre participe au concours de blasons de Malines.  Chaque chambre y présente un rébus peint qui, après déchiffrement, forme un poème de quatre vers.
En 1648, l'année de la paix de Munster, 't Mariacransken organise un concours littéraire où on pose aux participants la question rhétorique par excellence de savoir « […] ce qui est mieux : la paix ou la guerre ».  De toutes les réponses, ce n'est que celle du poète Willem van der Borcht qui est conservée, notamment en annexe à sa tragédie Rosimunde.  La même année de paix paraît la tragédie  Den lydenden ende stervenden Christus de Jan Jacob de Condé, membre du Mariacransken, et juriste de formation.  Sa pièce sur la passion du Christ commence par la représentation du despotisme au sein du Sanhédrin, le conseil juif. Devenue populaire, cette pièce est réimprimée à plusieurs reprises.  Elle est encore jouée à Tongres en 1750 par une chambre de rhétorique locale.  Le 8 avril 1727, une adaptation française est représentée pour la première fois en présence de l'archiduchesse Marie-Élisabeth, gouvernante des Pays-Bas autrichiens.  La représentation a lieu au grand théâtre de Bruxelles, connu de nos jours comme La Monnaie.

### 1648-1821: mort lente
Pendant la seconde moitié du XVIIe siècle et au cours du XVIIIe siècle, la chambre ne semble plus développer des activités importantes  Les rhétoriciens n'apparaissent dans les documents d'archives que lorsqu'ils demandent à l'administration bruxelloise d'être exempts, moyennant une modeste indemnité, du service civil que tout Bruxellois est censé rendre.  Cet ancien privilège des chambres de rhétorique est accordé à tout au plus soixante membres.
Il semble que, vers la fin du XVIIIe siècle, la chambre soit moribonde : les dernières annotations dans le Liber authenticus, le registre des membres de la confrérie qui a jusque-là toujours été liée à la chambre, datent de 1785.  Sous Napoléon, toute activité des chambres de rhétorique néerlandophones est proscrite.

### 1821-: reprise des activités
De Wijngaard, ancienne compagnie d'amateurs, se considérant comme l'héritière et la continuatrice du Mariacranske, renoue à la tradition en 1821.  Cette compagnie de théâtre existait déjà en 1657.  À cette époque, Claude de Grieck, l'un de ses premiers membres, faisait fureur avec des comédies et tragédies néerlandaises dans le sillage du théâtre espagnol.  Dans la seconde moitié du XVIIIe siècle, De Wijngaard connaît une deuxième floraison sous la direction de Jan Frans Cammaert, un dramaturge aussi fécond que populaire.  Tout comme les chambres de rhétorique, De Wijngaard souffre de l'oppression pendant l'occupation française.  Ayant retrouvé la liberté après la chute de Napoléon et la création du royaume des Pays-Bas, cette compagnie fonde une section littéraire le 29 novembre 1821.  L'un des membres écrit à cette occasion une louange sur De Wijngaard, en faisant allusion au Mariacranske : la voix de Fama, personnification de la renommée, aurait rendu possible que partout on chante les louanges du Wijngaard.  Dans une annotation, C. Wittigh essaie de prouver que la société trouve effectivement ses origines dans 't Mariacranske.  De Wijngaard serait créé en 1657 par des membres du Mariacranske voulant se dissocier de la confrérie à laquelle la chambre était liée.  Il semble que cette allégation ne s'appuie pas sur des bases bien solides, mais la société littéraire existe toujours.

## Ressources

#### Quelques membres
- Jan Jacob de Condé (1617-1679)
- Jan van den Dale (vers 1460-1522)
- Jan Smeken (vers 1450-1517)

#### Sur la littérature néerlandaise
- Littérature néerlandaise.

#### Sur les chambres de rhétorique
- Chambre de rhétorique ;
- Landjuweel.

#### Quelques chambres de rhétorique
- La chambre de rhétorique De Avonturiers (Warneton) ;
- La chambre de rhétorique De Baptisten (Bergues) ;
- La chambre de rhétorique Het Bloemken Jesse (Middelbourg) ;
- La chambre de rhétorique Den Boeck (Bruxelles) ;
- La chambre de rhétorique De Corenbloem (Bruxelles) ;
- Eerste Nederduytsche Academie (Amsterdam) ;
- La chambre de rhétorique De Egelantier (Amsterdam) ;
- La chambre de rhétorique De Fonteine (Gand) ;
- La chambre de rhétorique De Gheltshende (Bailleul) ;
- La chambre de rhétorique De Lelie (Bruxelles) ;
- La chambre de rhétorique De Olijftak (Anvers) ;
- La chambre de rhétorique De Ontsluiters van Vreugde (Steenvoorde) ;
- La chambre de rhétorique De Persetreders (Hondschoote) ;
- La chambre de rhétorique De Royaerts (Bergues) ;
- La chambre de rhétorique Sainte-Anne (Enghien) ;
- La chambre de rhétorique Saint-Michel (Dunkerque) ;
- La chambre de rhétorique De Violette (Bruxelles) ;
- La chambre de rhétorique De Violieren (Anvers) ;
- La chambre de rhétorique De Witte Angieren (Haarlem).